# Bakałarzewo

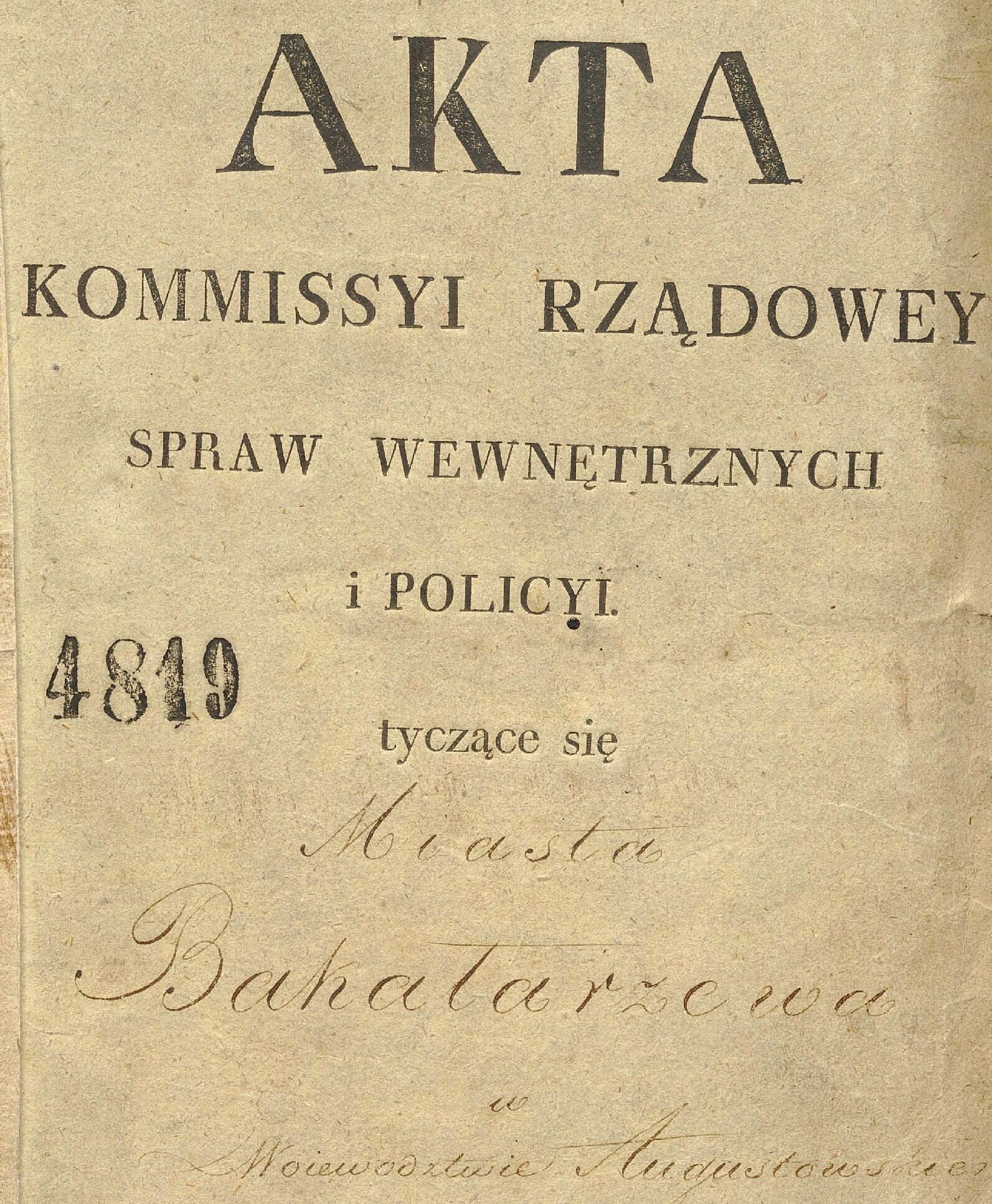
Akta miasta Bakałarzewa z początku XIX wieku.

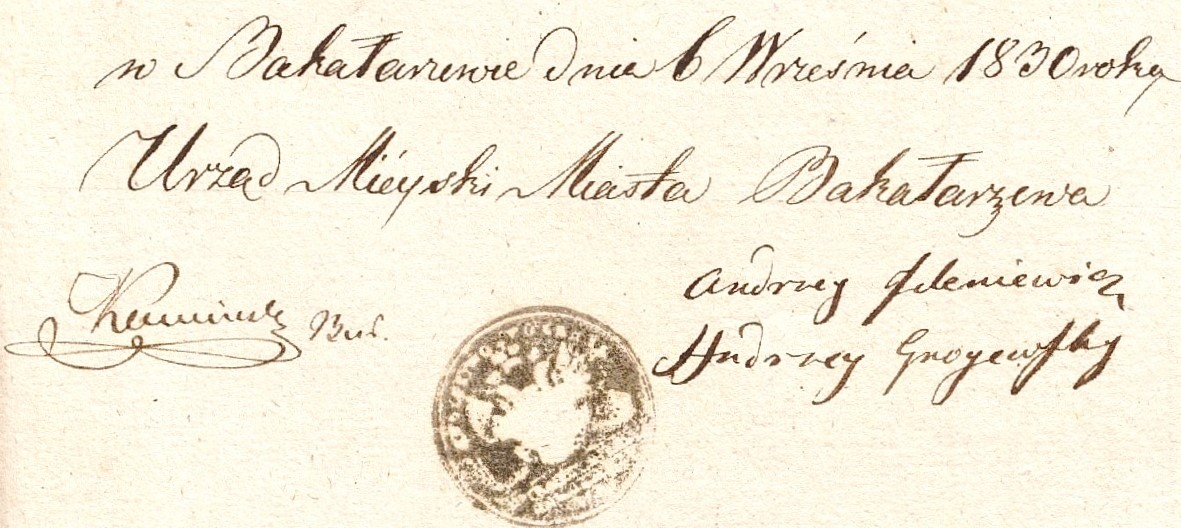
Dokument Urzędu Miejskiego Miasta Bakałarzewa z 1830 roku.

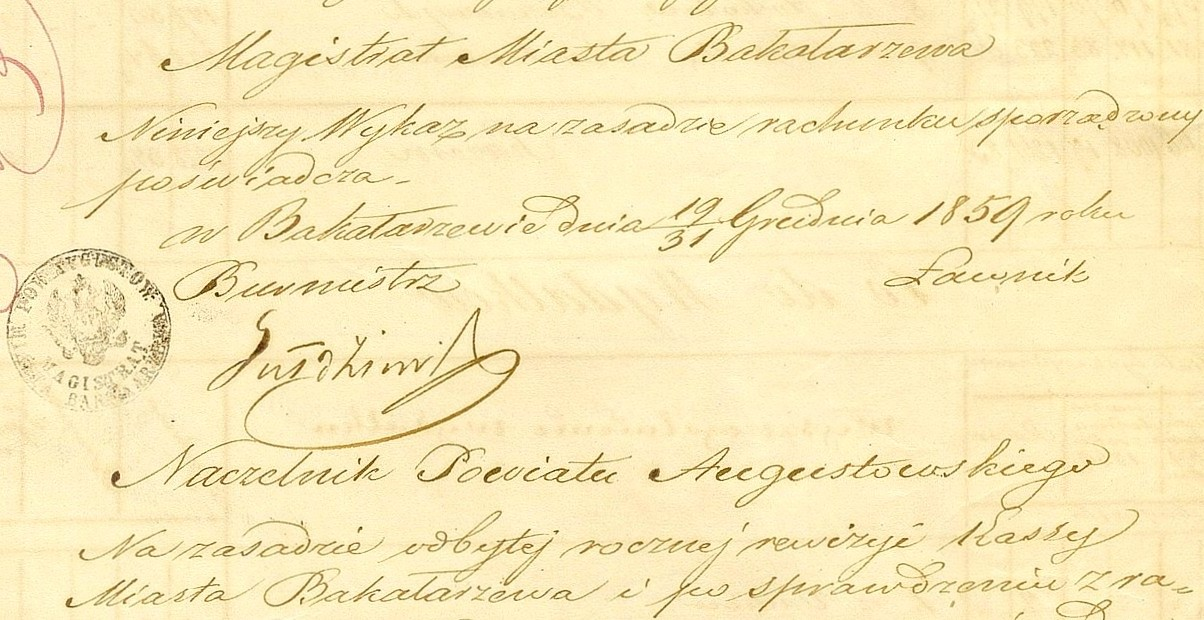
Dokument Magistratu Miasta Bakałarzewa z 1859 roku.

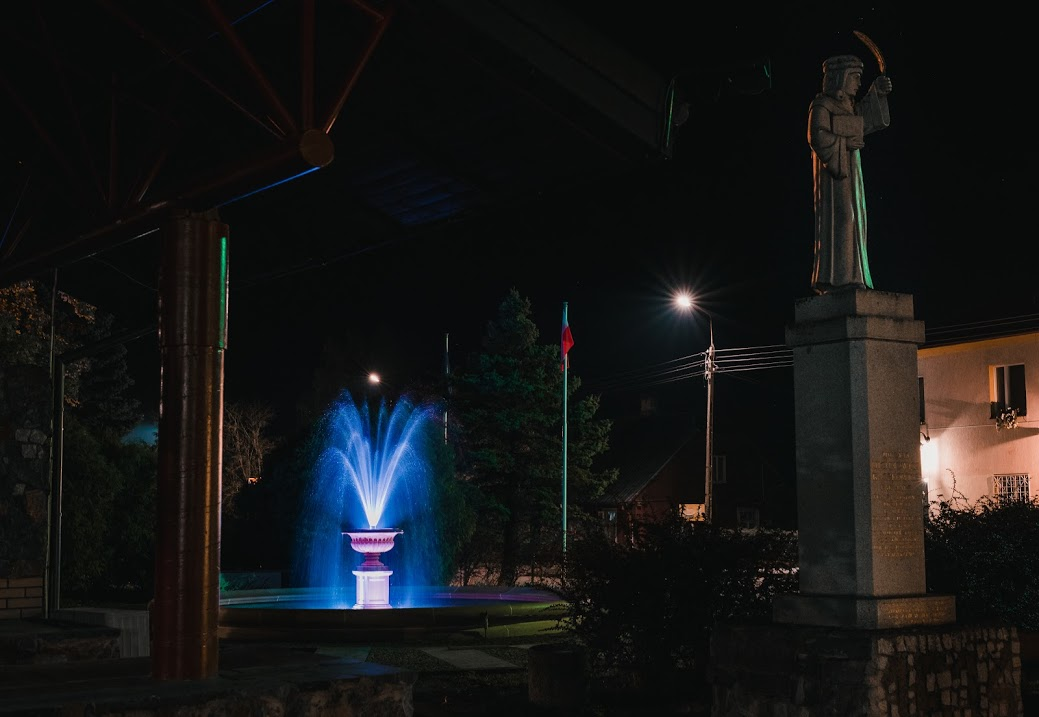
Fontanna w parku oraz pomnik Mikołaja Michnowicza Raczkowicza Bakałarza nocą, 2020 r.

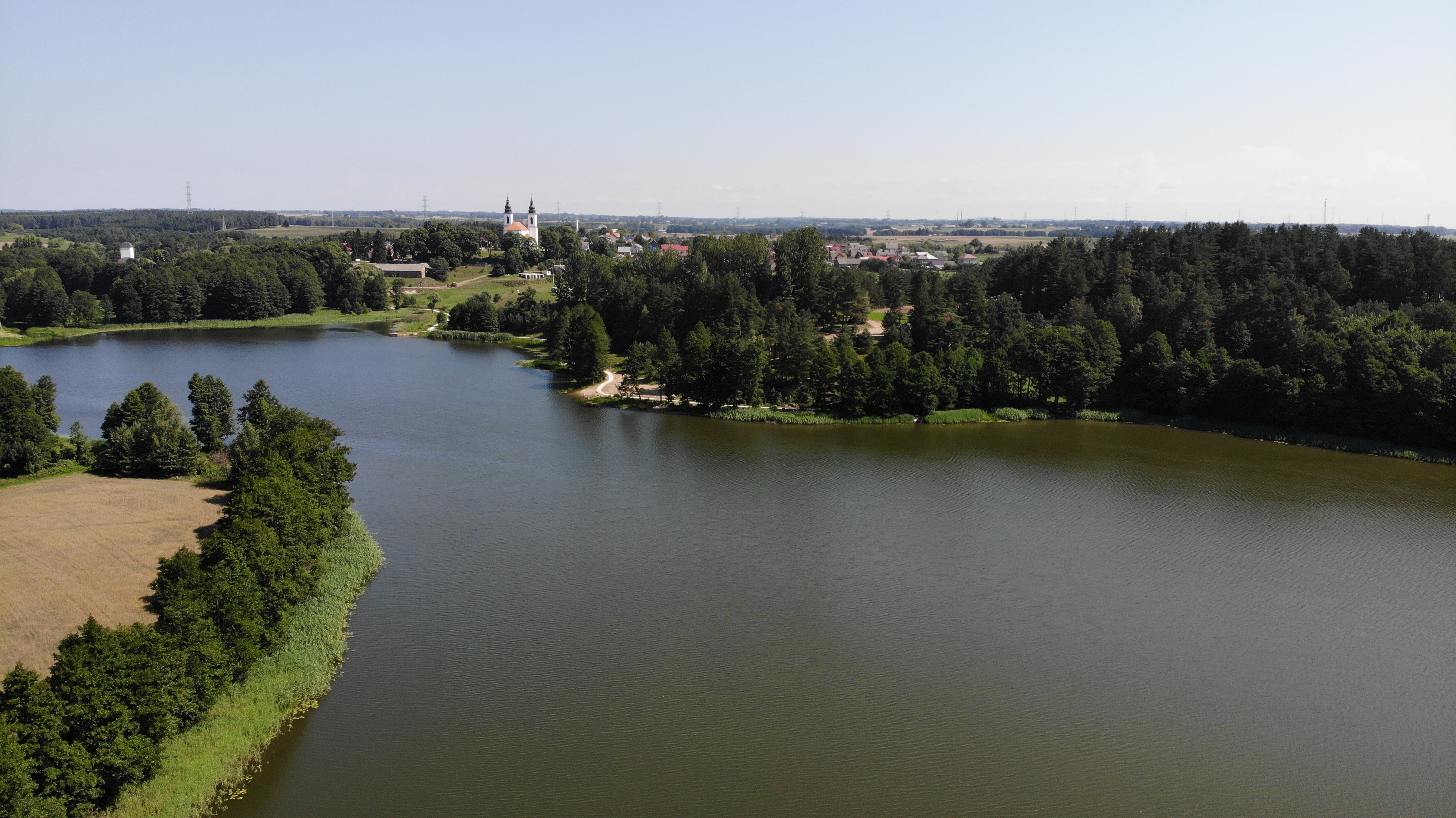
Bakałarzewo od strony jeziora Sumowo Bakałarzewskie, 2020 r.

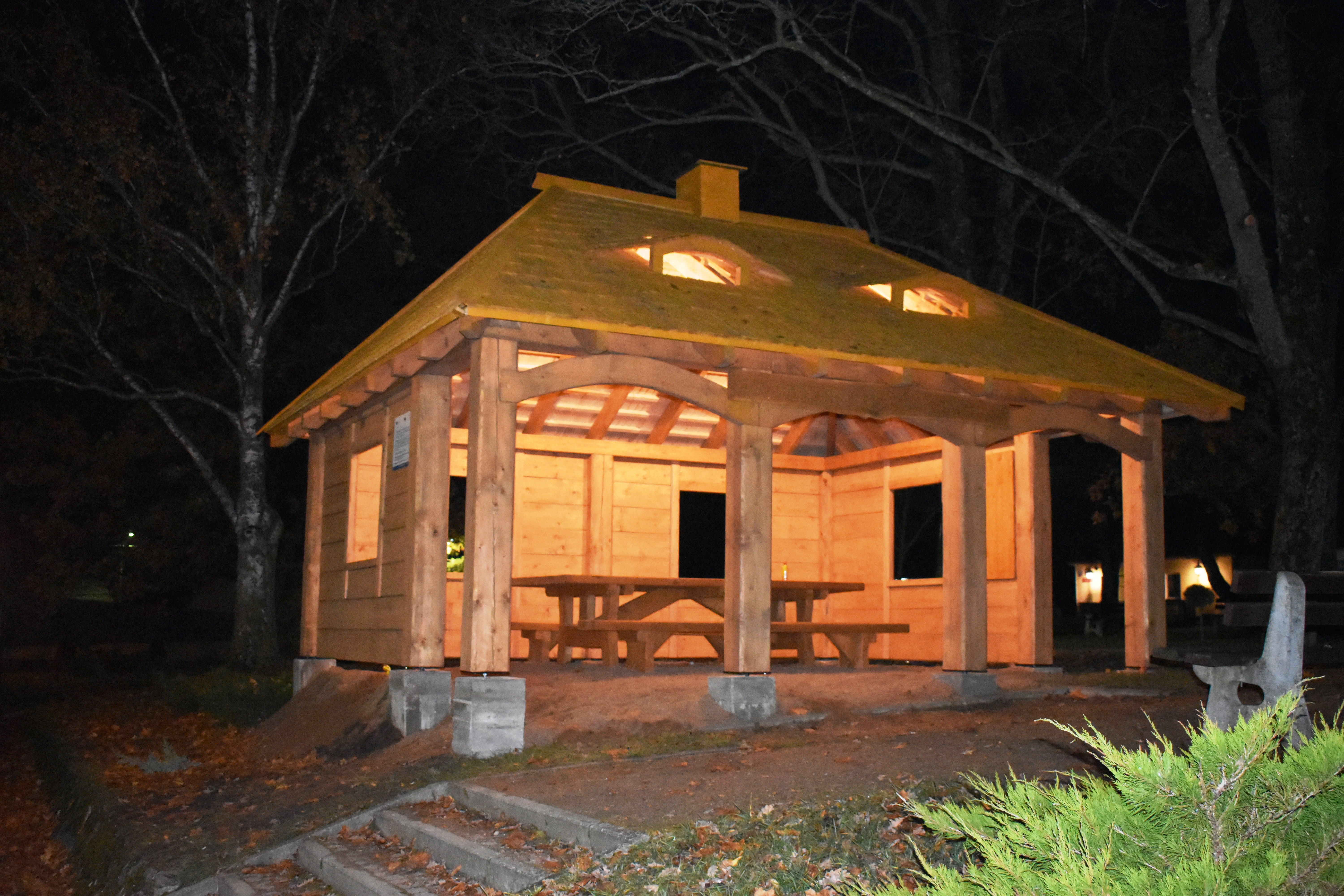
Altana w parku, 2020 r.

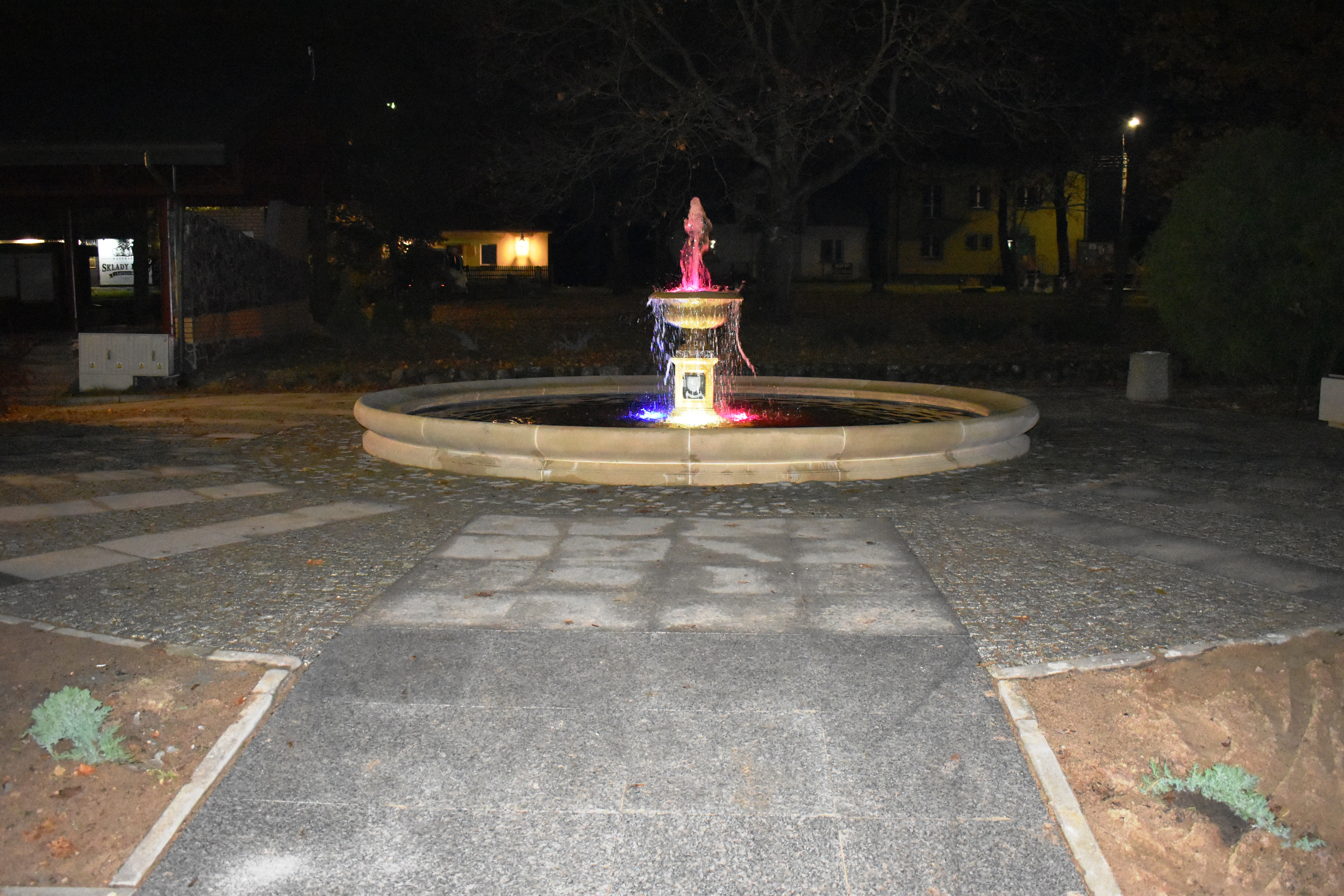
Fontanna w parku, 2020 r.

Bakałarzewo – wieś w Polsce położona w północnej części województwa podlaskiego, w powiecie suwalskim. Siedziba gminy Bakałarzewo. Dawniej miasto; uzyskało lokację miejską przed 1558 rokiem, zdegradowane w 1870 roku.
| SIMC    | Nazwa     | Rodzaj    |
| ------- | --------- | --------- |
| 1012880 | Czerwonka | część wsi |

## Geografia
Osada jest położona w obrębie Pojezierza Zachodniosuwalskiego, na granicy Mazur Garbatych i zachodniej Suwalszczyzny. Leży nad rzeką Rospudą.
Okolica Bakałarzewa posiada walory krajobrazowo-wypoczynkowe, teren o urozmaiconej rzeźbie polodowcowej, wiele wzniesień, oraz jeziora rynnowe: Sumowo, Garbaś, Głębokie, Siekierewo, Skazdubek, Bolesty, Gaczne, Grabieńszczyzna, Karasiewek, Okrągłe. W latach 2019–2020 powstało kilkanaście obiektów wypoczynkowych nad jeziorem Sumowo. W 2018 roku powstał gminny deptak z pomostami nad jeziorem Sumowo oraz most na rzece Rospuda oraz siłownia zewnętrzna przy Gminnej Bibliotece Publicznej. Turyści to głównie kajakarze uczestniczący w spływie Rospudą, łączącą się w dolnym biegu z Biebrzą.
Warunki glebowo-klimatyczne w gminie są słabe. Krótki okres wegetacyjny, mroźne i śnieżne zimy, wiosenne przymrozki nie sprzyjają rolnictwu. Ponadto, pagórkowaty teren utrudnia zabiegi agrotechniczne i wpływa na szybki spływ powierzchniowy wód opadowych.

## Historia
Obszar dzisiejszej gminy Bakałarzewo w czasach średniowiecza zamieszkiwali Jaćwingowie (ich rzeźby stoją na rynku w Bakałarzewie). Było to wojownicze plemię prowadzące częste walki ze swymi sąsiadami. Utrzymywali się też ze zbieractwa, myślistwa oraz uprawy ziemi. Swe grodziska mieli na terenie współczesnej Malinówki oraz najpewniej w miejscu kościoła w Bakałarzewie. Nad jeziorem Garbaś są ich kurhany. Z języka jaćwieskiego wywodzą się nazwy: Rospuda (od Dauspuda), Garbaś, Skazdub.
Wojowniczy tryb życia Jaćwingów doprowadził ich do upadku. Sąsiedzi podbili ich tereny i podzielili między siebie. W wyniku traktatu mełneńskiego z 1422 roku na rzece Douspudzie (obecnej Rospudzie) ustalono granicę między Państwem Krzyżackim a Wielkim Księstwem Litewskim. To ostatnie państwo w 1385 roku zawiązało z Polską unię krewską. W związku z tym w 1569 roku powstało potężne wspólne państwo Rzeczpospolita Obojga Narodów. Składało się ono z dwóch części: Korony Polskiej i Wielkiego Księstwa Litewskiego. Bakałarzewo znalazło się w Wielkim Księstwie Litewskim. Od początku istnienia miasteczka (XVI wiek) dominowała tu ludność polska, wyznania rzymskokatolickiego.
Początki Bakałarzewa sięgają 15 lipca 1514 roku, kiedy to król Zygmunt I Stary nadał Mikołajowi Michnowiczowi Raczkowiczowi, swemu pisarzowi i sekretarzowi oraz marszałkowi litewskiemu zwanemu "Bakałarzem" część puszczy nad rzeką Douspudą (obecnie Rospudą). Douspudę vel Dauspudę Mikołaja, od tytułu naukowego "bakałarz" zaczęto nazywać Douspudą Bakałarzowską potem zaś Bakałarzewem. Pierwotna nazwa Bakałarzewa wiązała się z jaćwieskim określeniem "mocno cisnącej rzeki" bądź "świętego miejsca".
Miasteczko zostało założone w głębi puszczy w początkach XVI wieku i pierwotnie nosiło nazwę Douspuda Bakałarzewska lub Bakałarszczyzna (Bakałarowszczyzna). W 2. połowie XVI wieku była już określana jako Bakalarowo. Już w 1558 roku Bakałarzewo było miastem. Posiadało swego burmistrza, wójta, rajców, a nawet starostę w ramach prawa dziedzica. W 1609 właściciel miasta i okolicznych dóbr Mikołaj Wolski ufundował do kościoła do dziś zachowany ołtarz. Na rzecz parafii przekazał też wieś Kotowinę. Od 2. połowy XVII i w XVIII wieku właścicielami Bakałarzewa byli Chlewińscy.
Bakałarzewo to najstarsze miasteczko współczesnego obszaru powiatu suwalskiego (przed 1558 rokiem). Później powstały miasta: Filipów (istniał w 1567 roku), Przerośl (przełom lat 60. i 70. XVI wieku), Wiżajny (przełom XVI i XVII wieku), Raczki (koniec XVII wieku), Suwałki (1715) i Jeleniewo (przełom lat 70. i 80. XVIII wieku). Na mapach XVI - wiecznych miasteczko zaznaczono jako Bakalarz vel Bakalarowo. W XVI wieku powstał do dziś zachowany układ przestrzenny miasta. Tworzyły go rynek oraz wybiegające z jego naroży ulice. Najstarszymi ulicami Bakałarzewa są:
- Młyńska (dawniej Królewiecka). Prowadziła do granicy krzyżackiej, później pruskiej.
- Suwalska (dawniej: Grodzieńska, Zakościelna, Wólczańska)
- Kozia (dawniej Hoża)
- Kamieńska
- Filipowska
- Krzywa (dawniej najprawdopodobniej Stodolna).

W XVI i na początku XVII wieku Bakałarzewo funkcjonowało w najlepszych, złotych czasach w swej historii. Do połowy XVI stulecia było jedynym miastem obszaru dzisiejszego powiatu suwalskiego. Miasto Douspuda - Bakałarzewo posiadało: burmistrzów (najstarszy znany to Jan), starostów, wójtów, rajców, pisarzy miejskich, proboszczów, młynarzy, licznych rzemieślników i kupców. Usytuowane było na szlaku handlowym biegnącym z Augustowa do Filipowa, Przerośli, Wiżajn i dalej w głąb Litwy. Pamiętać przy tym należy, że w XVI i XVII wieku nie istniało miasto Suwałki i kupcy oraz inni podróżni korzystali z drogi przygranicznej z Prusami.
Mimo że miasto nie posiadało nadanego przez króla prawa magdeburskiego, to jego właściciele zadbali o stworzenie odpowiednich władz miejskich. Wzorem były okoliczne miasta królewskie (Filipów, Przerośl). Szczególną rolę odegrał tu Mikołaj Wolski, rozumiejący, że rozwój wymaga skutecznego zarządzania. Władza miejska w ówczesnym Bakałarzewie opierała się na funkcjonowaniu obok siebie dwóch odrębnych organów: wójta i ławy oraz burmistrza i rady miejskiej (rajców).
Wójt posiadał władzę sądową. Stanowisko wójta, które dawało mu dużą niezależność zarówno wobec mieszczan jak i wobec pana miasta powodowało, że już w średniowieczu w wielu miastach wójtostwa zostały wykupione przez miasto lub przejęte przez pana feudalnego. Jeszcze w XVI stuleciu w wielu ośrodkach toczyły się długotrwałe spory między wójtami a mieszczanami. W XVII w. rola wójtów straciła już bardzo na znaczeniu. Mimo to przewodniczyli oni ławie miejskiej, która była najwyższym organem sądowym w miasteczku. Sądom bezpośrednio mógł przewodniczyć zastępca wójta, tzw. landwójt. Nadal posiadali też wójtowie wiele uprawnień w zakresie zarządzania niektórymi źródłami dochodów miejskich. Te wszelkie uprawnienia powodowały, że zajmował on najważniejsze stanowisko w mieście. Przeważnie wójta wybierali mieszczanie a później był zatwierdzony przez właściciela dóbr. W miastach prywatnych wójta powoływał najczęściej właściciel. Kadencja wójta mogła być dożywotnia, jednak częściej dziedzice mianowali ich czasowo. Wówczas, gdy dana osoba nie sprawdziła się na stanowisku lub kwestionowała polecenia pana miasta, mogła być łatwo odwołana. Według Jana Ptaśnika miasta prywatne od XVI wieku w ogóle nie posiadały wójtów dziedzicznych, ale tylko sądowych, mianowanych przez pana lub też jego pełnomocnika. W ówczesnym Bakałarzewie właściciel miasta najprawdopodobniej zarezerwował sobie pełne uprawnienia wójta, wyznaczając jedynie swego zastępcę – landwójta. Ten ostatni reprezentował dziedzica i nie był zaliczany do magistratu (tak samo jak ławnicy).
Najstarszym znanym landwójtem dowspudzkim był wzmiankowany w 1613 roku – Maciej. Świadkował on wówczas parze zawierającej związek małżeński w miejscowym kościele. Był to ostatni rok jego urzędowania, gdyż w 1614 roku nowym landwójtem został Jan Sobotka, którego określano też jako Ratuśny. Jego żona nazywała się Dorota, a dzieci: Antoni (1614) i Jakub (1617). Mógł mieć jeszcze kilkoro potomstwa. Często pojawiała się jako świadkowa przy różnych uroczystościach kościelnych niejaka Urszula wójtowna, która mogła być starszą córką Sobotki. Landwójt Jan Sobotka miał brata również Jana, co bardzo utrudnia badanie jego osoby. Wójt Sobotka pełnił swój urząd dość długo, bo wzmiankowany był jeszcze i w 1638 roku Z późniejszych lat nieznane są akta metrykalne, dlatego nie wiadomo, do kiedy piastował stanowisko dowspudzkiego, czyli bakałarzewskiego landwójta. Jana Sobotkę często zapraszano na chrzestnego lub świadka małżeństwa co potwierdza, że był on osobą znaczącą w Bakałarzewie tamtego okresu.
Znane są też imiona kilku ławników, którzy wspólnie z landwójtem mogli tworzyć lokalny sąd. Jednak do podanych niżej osób należy podejść z dużą ostrożnością, gdyż nie wiemy czy zamieszkiwali oni w miasteczku czy w okolicznych wsiach. Najstarszym wzmiankowanym w źródłach ławnikiem był Maciej Sowka (świadkował na ślubie Stanisława Reszczyka i Zofii Wróbel z Garbasia w 1609 roku). Następnie można wymienić: Jana (był chrzestnym w 1610 roku u dziecka z Malinówki), Jakuba (świadkował w 1615 roku parze z Karasiewa), Jakuba z Sadłowiny (1615), Macieja (był chrzestnym w 1624 roku u dziecka z Gębalówki), Jana (świadkował w 1627 r. parze z Kamionki), Macieja (był chrzestnym w 1632 roku u dziecka z Malinówki), Walentego (świadkował w 1634 roku w Kotowinie), Jakuba (świadkował w 1635 roku w Gębalówce) i Jana (świadkował w 1635 roku w Kotowinie).
Ważną rolę w miasteczku odgrywała również rada miejska. Na czele rady stał burmistrz. On wraz z radą zarządzał gospodarką miejską, sprawował sądy w sprawach określonego typu, szczególnie cywilnych. Rada zajmowała się też sprawami administracyjnymi i policyjnymi w mieście. Znaczny wpływ na obsadzanie stanowisk wójta (landwójta) i burmistrza miał pan miasta. Bez jego aprobaty żaden z wybranych urzędników nie utrzymałby się na swym stanowisku. Dlatego wszelkie decyzje podejmowane w obu tych organach musiały uwzględniać racje dziedzica. Członkowie władz miasteczka byli osobami zamożnymi i wpływowymi, najczęściej bogatymi kupcami czy rzemieślnikami.
Z 28 I 1611 roku znamy Jana burmistrza Douspudi. Był on wtedy świadkiem chrztu Ewy, córki Doroty i Alberta – małżeństwa z Kamionki. Jan był najstarszym znanym burmistrzem Bakałarzewa. Rajcą miejskim był w tym czasie również Jan (miał córkę Urszulę). Nie wiemy do kiedy burmistrz Jan pełnił swój urząd, a nawet, kto zajął jego miejsce. Z 1619 roku znamy Elenę – burmistrzową bakałarzewską. W 1631 i 1632 roku wzmiankowano natomiast Małgorzatę, również burmistrzową. Innym rajcą miejskim (radnym) był w wspomniany w 1628 i 1633 roku – Maciej Ornowski dumnie zwany consul Douspuda.
Obok burmistrza, landwójta, rajców i ławników był też w ówczesnym Bakałarzewie urzędnik miejski określany jako gmiński. Jego rola polegała na reprezentowaniu pospólstwa. Przemysław Czyżewski ustalił na przykładzie Wasilkowa, że gmiński wchodził w skład rady (obok burmistrza, pisarza i czasem rajców). Sprawował też pieczę nad przywilejami, księgami i "skrzynką miejską".
W 1614 roku wspomniano w Bakałarzewie Jakuba – gmińskiego. 24 V 1617 roku innym takim urzędnikiem był niejaki Mikołaj. W tym dniu był chrzestnym dla Jakuba syna Jana – wójta (landwójta) bakałarzewskiego. Tenże Mikołaj był żonaty z Anną (1621), z którą 17 września tegoż roku ochrzcił w Bakałarzewie swego syna Mateusza. O jego znaczącej pozycji społecznej świadczy fakt, iż świadkiem tego sakramentu była Zofia Ordziewska vel Ordzieiewska starościana de civitate [Bakałarzewo – T. N.]. Mikołaja gmińskiego wzmiankowano jeszcze na tym stanowisku w 1620, 1621, 1624 r. W czerwcu 1621 roku w źródłach pojawiła się Dorota gmińska (Anna po raz ostatni wymieniono 28 I 1621 roku).
Na środku Rynku Bakałarzewa w XVII–XIX wieku znajdowała się drewniana karczma miejska, w która była głównym punktem handlowym miasteczka. Tu posilali się podróżni przejeżdżający przez Bakałarzewo oraz miejscowi. Gospoda była miejscem rozrywki dla dawnych bakałarzewian oraz zaopatrywano się w niej w produkty żywnościowe. Możliwe, że w XVII wieku, podobnie jak później w Suwałkach, w karczmie swą siedzibę miały też władze miejskie Bakałarzewa. Ponadto w północno-zachodniej części Rynku przynajmniej w XIX–XX wieku znajdowała się drewniana studnia miejska, dzięki której mieszkańcy mieli swobodny dostęp do wody pitnej. Odgrywała też ogromne znaczenie w bezpieczeństwie pożarniczym.
Ogromne zniszczenia odnotowano tu w połowie XVII wieku, gdy trwał słynny potop szwedzki. Z przemarszem obcych wojsk wiązały się też liczne zarazy i epidemie. Wsie niemal przestały istnieć. Wyludniło się także miasteczko Bakałarzewo. Liczba ludności zmniejszyła się wielokrotnie. Bieda ludności wiejskiej sprawiła, że upadło rzemiosło.
W drugiej połowie XVII wieku w Bakałarzewie osiedlili się Żydzi. Posiadali oni ty swe synagogi, domy modlitwy czy kirkut (cmentarz żydowski). Z czasem miasteczko Bakałarzewo stało się znaczącym ośrodkiem żydowskim. W XIX wieku było tu około 75% Żydów.
Kolejne duże straty spowodowała zaraza z około 1710 roku, po której pozostało zaledwie po kilku mieszkańców w każdej wsi.
Ważnym wydarzeniem w dziejach Bakałarzewa było nadanie mu w 1720 roku prawa do dwóch jarmarków rocznie oraz cotygodniowych targów. Mógł wówczas swobodnie rozwijać się tu handel. Nadanie wystawił król August II Mocny, który nazwał Bakałarzewo miasteczkiem. Dobra Bakałarzewo posiadali wtedy Chlewińscy, zamieszkali we dworze Garbaś.
W 1771 roku wybudowano w Bakałarzewie kolejny, drewniany kościół. Po raz pierwszy górowały nad nim dwie okazałe wieże.
W końcu XVIII wieku położone było w powiecie grodzieńskim województwa trockiego.
Po trzecim rozbiorze Polski w 1795 roku dobra Bakałarzewo znalazły się w zaborze pruskim, następnie w Księstwie Warszawskim a po Kongresie Wiedeńskim w Królestwie Polskim.
Do 1840 roku miasto znajdowało się w rękach rodziny Ciemnołońskich.
Miasto prywatne Królestwa Kongresowego, położone było w 1827 roku w powiecie sejneńskim, obwodzie sejneńskim województwa augustowskiego.
W 1840 r. dobra Bakałarzewo, zwane inaczej dobrami Garbaś, w skład których wchodziło miasteczko Bakałarzewo, Garbaś, Siekierowo, a także jeziora Gacne, Sumowo, Głębokie i Długie zostały nabyte od Ksawerego Ciemnołońskiego przez kapitana byłej gwardii cesarskiej Napoleona I, Stefana Horaczkę. W tym samym roku dobra zostały powiększone o Nowopole (Kamieńszczyznę). Stefan Horaczko został kolatorem parafialnego kościoła rzymskokatolickiego w Bakałarzewie. Po śmierci Stefana Horaczki w 1852 miasto Bakałarzewo przeszło do jego syna Jana Horaczko, a następnie dziedzicem dóbr został Jan Stegman, mąż córki Stefana Horaczko – Emilii.
W 1852 roku Bakałarzewo strawił duży pożar, w wyniku którego spaliła się znaczna część drewnianej zabudowy.
Od 1903 do 1914 roku proboszczem bakałarzewskim był ks. Stanisław Szczęsnowicz, który wybudował tu tzw. organistówkę - najstarszy murowany budynek Bakałarzewa (około 1910 roku) oraz późniejszy działacz społeczny w I wojnie światowej, dziekan suwalski i poseł na Sejm RP. Osoba wówczas bardzo szanowana przez mieszkańców Suwalszczyzny, m.in. za pomoc najuboższym czy olbrzymie zaangażowanie w przyłączenie regionu do Polski w 1919-1920 roku.
Najstarszymi ulicami poza Rynkiem są: Kamieńska, Filipowska, Kozia, Młyńska (dawniej Królewiecka), Suwalska (dawniej Grodzieńska), Krzywa (dawniej Stodolna), Kościelna (obecnie droga do plebanii). W 1870 roku odebrano prawa miejskie i Bakałarzewo stało się osadą miejską (miasteczkiem). Na początku XX wieku mieszkało tu blisko 2000 osób, w tym liczni Żydzi.
W dwudziestoleciu międzywojennym wybudowano nową, murowaną szkołę (1927 r.), kościół (1936 r.) i spółdzielnię przy rynku (ok. 1937 r.).
Grupka mieszkańców Bakałarzewa i okolic brała udział w zwycięskim powstaniu sejneńskim z 1919 roku. Wśród nich byli m.in.: Aleksander Nietubyć z Bakałarzewa, Bolesław Kurzynowski z Bakałarzewa, Romanowski chyba z Bakałarzewa, Wincenty Górny ze Starego Skazduba. W Polskiej Organizacji Wojskowej służył też Stanisław Chmielewski z Suchorzeca, który został zabity przez Niemców w lipcu 1919 roku.
Znaczne straty poniósł obszar gminy w czasie I wojny światowej, szczególnie wskutek licznych bitew rosyjsko-niemieckich oraz przemarszów wrogich wojsk. Przez pewien czas miasteczko okupowali też Litwini, którzy zostali wyparci dzięki powstaniu sejneńskiemu oraz wojskom Józefa Piłsudskiego. W 1921 roku Bakałarzewo liczyło zaledwie 96 domów, 705 mieszkańców. Tak znaczny spadek liczby mieszkańców spowodowany był między innymi działaniami wojennymi oraz epidemią cholery panującą na tym terenie w końcu XIX wieku.
W okresie międzywojennym Bakałarzewo było siedzibą komisariatu Straży Celnej „Bakałarzewo” oraz stacjonowała tu placówka Straży Celnej „Bakałarzewo”.
W 1929 roku była tu siedziba urzędu gminy, urząd celny i komisariat straży celnej. Działało Stowarzyszenie Spółdzielców „Oszczędność”. Były tu dwa młyny, cztery sklepy spożywcze, dwa z odzieżą, jeden bławatny i dwa miejsca wyszynku trunków. Swoje warsztaty mieli tu jeden kowal i rzeźnik.
Tuż przed wybuchem II wojny światowej miejscowość była świadkiem ogromnej manifestacji patriotycznej, w której ludność długim korowodem udała się nad pobliską niemiecką granicę.
W czasie II wojny światowej Bakałarzewo zostało w 90-98% zniszczone. Spalono niemal całą drewnianą zabudowę oraz zniszczono murowany kościół i szkołę. Szczególnie ciężkie walki z hitlerowcami toczyły się w dniach 2–4 września 1939. 4 września 1939 Bakałarzewo zostało spacyfikowane przez Niemców w odwecie za wypad 1. szwadronu 3 pułku szwoleżerów na Cimochy (ówcześnie Reuss). W czasie II wojny światowej w okolicy Bakałarzewa działała silna partyzantka Armii Krajowej. Cztery osoby związane z tą ziemią zostały zamordowane w zbrodni katyńskiej w 1940 roku. 23 kwietnia 1944 niemiecka żandarmeria rozstrzelała Stanisława Pankiewicza z trzyosobową rodziną, a 25 maja powieszono 12 AK-owców. Od 1973 r. jest siedzibą gminy Bakałarzewo.
W latach 1954–1972 wieś należała i była siedzibą władz gromady Bakałarzewo. W latach 1975–1998 miejscowość administracyjnie należała do województwa suwalskiego.

## Historia Żydów w Bakałarzewie
Około roku 1670 w mieście zaczęli się osiedlać Żydzi. Spis kościelny z 1786 r. podaje, że na terenie parafii Bakałarzewo mieszkało  199 Żydów. Spis z 1789 roku podaje, że było tu 17 domów żydowskich zamieszkałych przez 160 osób. Na przełomie lat 1799/1800 Żydów mieszkało tu 285, co stanowiło 46% ogółu mieszkańców.

## Obiekty zabytkowe

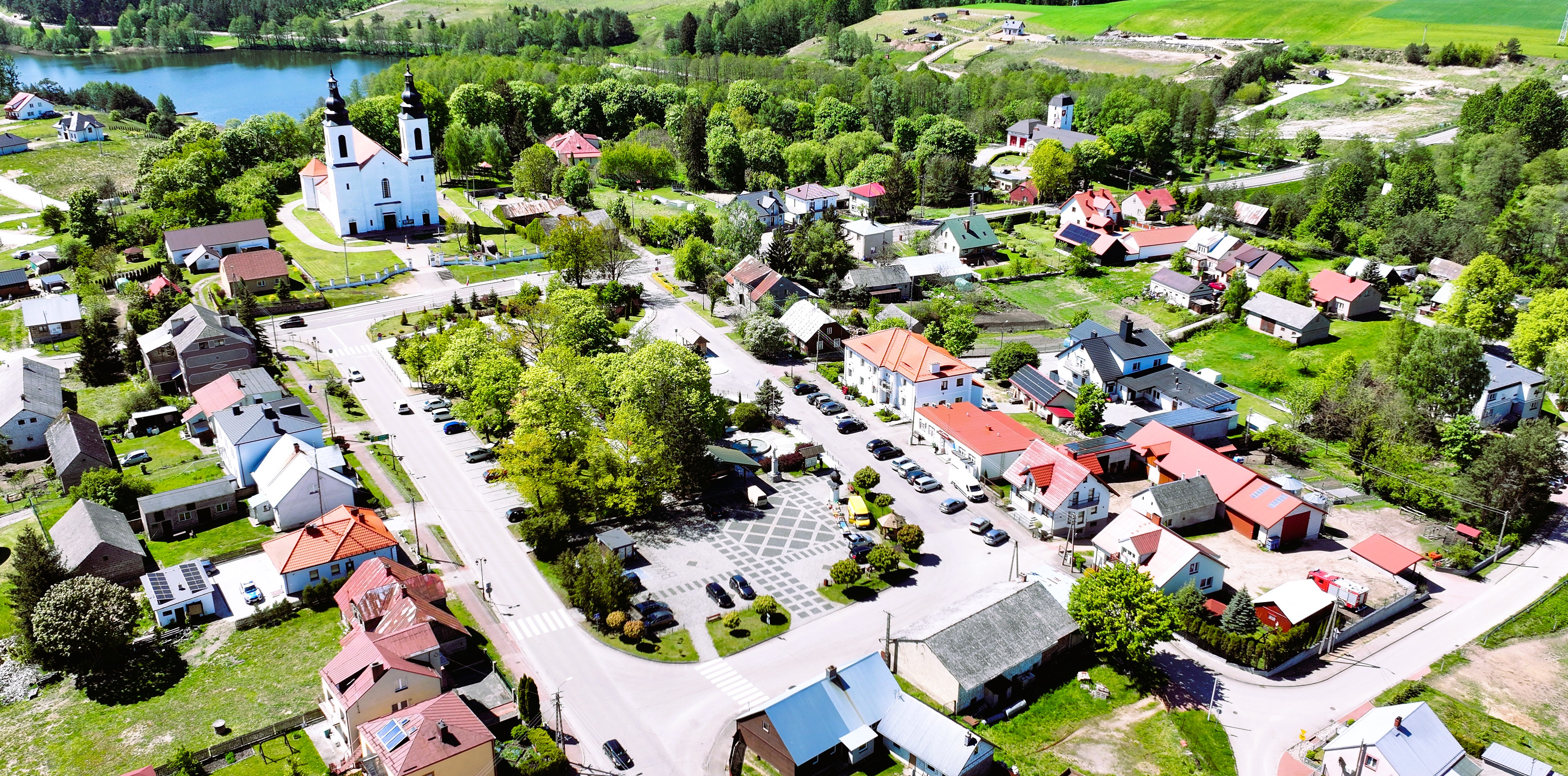
Rynek w Bakałarzewie, 2025 r.

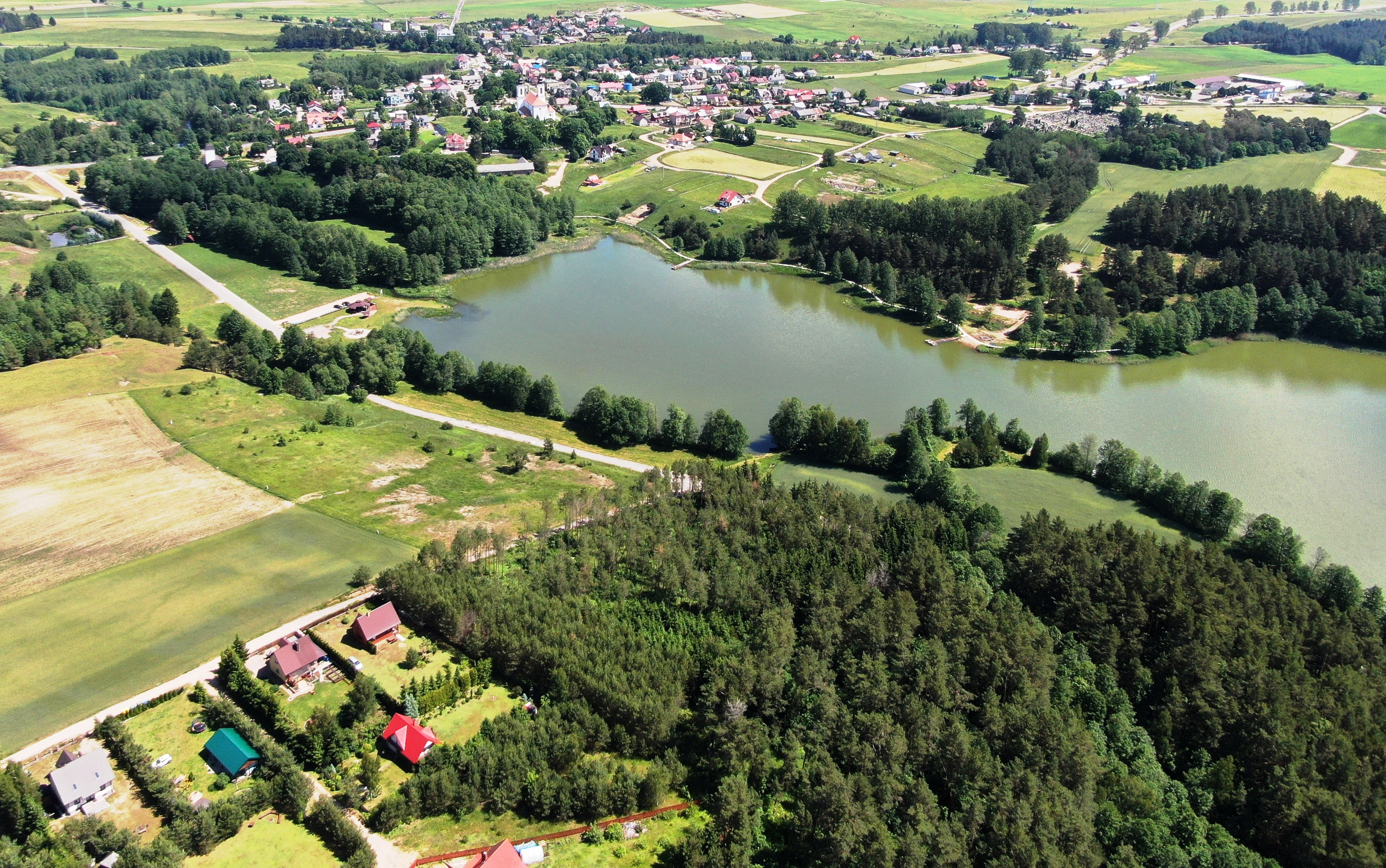
Ul. Pankiewiczów oraz jezioro Sumowo Bakałarzewskie, 2020 r.

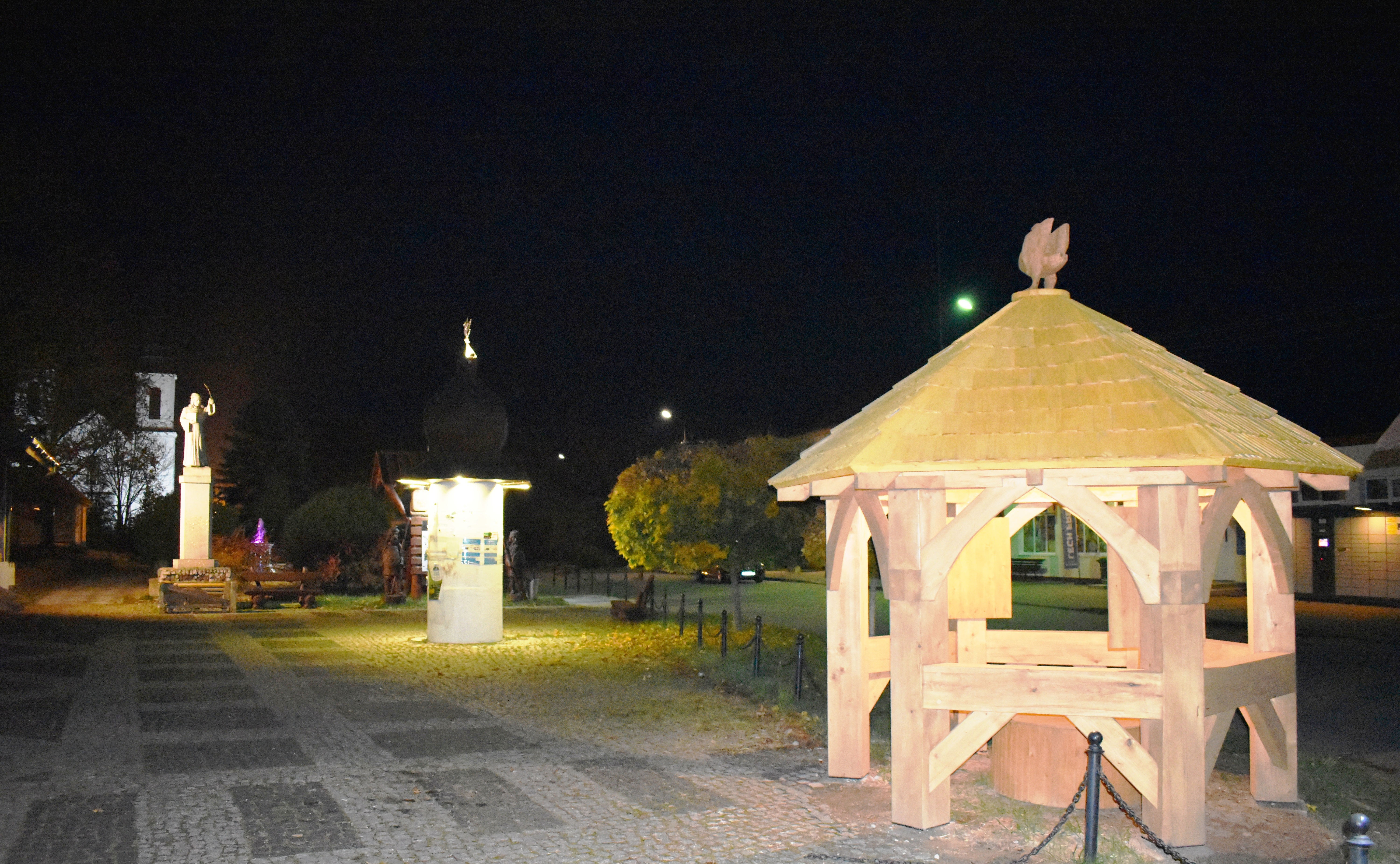
Drewniana studnia oraz pomnik Mikołaja Michnowicza Raczkowicza Bakałarza na zabytkowym rynku miasteczka, 2020 r.

- Kościół parafialny pod wezwaniem św. Jakuba Apostoła, 1936, nr rej.:766 z 24.02.1990. Świątynia dwuwieżowa o skromnym wystroju wnętrza, na ołtarzu renesansowa nadstawa.
- Cmentarz parafialny rzymskokatolicki, nr rej.: 715 z 30.08.1989
- Cmentarz żydowski, nr rej.:741 z 27.11.1989[23].
- Młyn wodny nad Rospudą z XIX w.
- Bunkry z czasów II wojny światowej[24]

## Inne obiekty
- Pomnik Mikołaja Michnowicza Raczkowicza Bakałarza – założyciela miasteczka w 1514 r.
- Szesnastowieczny miejski układ przestrzenny z prostokątnym rynkiem
- Bunkry z II wojny światowej (5 schronów bojowych i 8 biernych)
- Młyn wodny z przełomu XIX i XX wieku
- Grobowiec baronów Myszkowskich z XIX wieku
- Grób Pankiewiczów zamordowanych w 1944 r.
- Miejsce straceń oraz grób 12 żołnierzy Armii Krajowej zamordowanych w 1944 r.
- Tzw. stara szkoła z 1927 r.
- Tzw. organistówka z ok. 1910 r.
- Pomnik Obrońców Bakałarzewa z 1939 r.

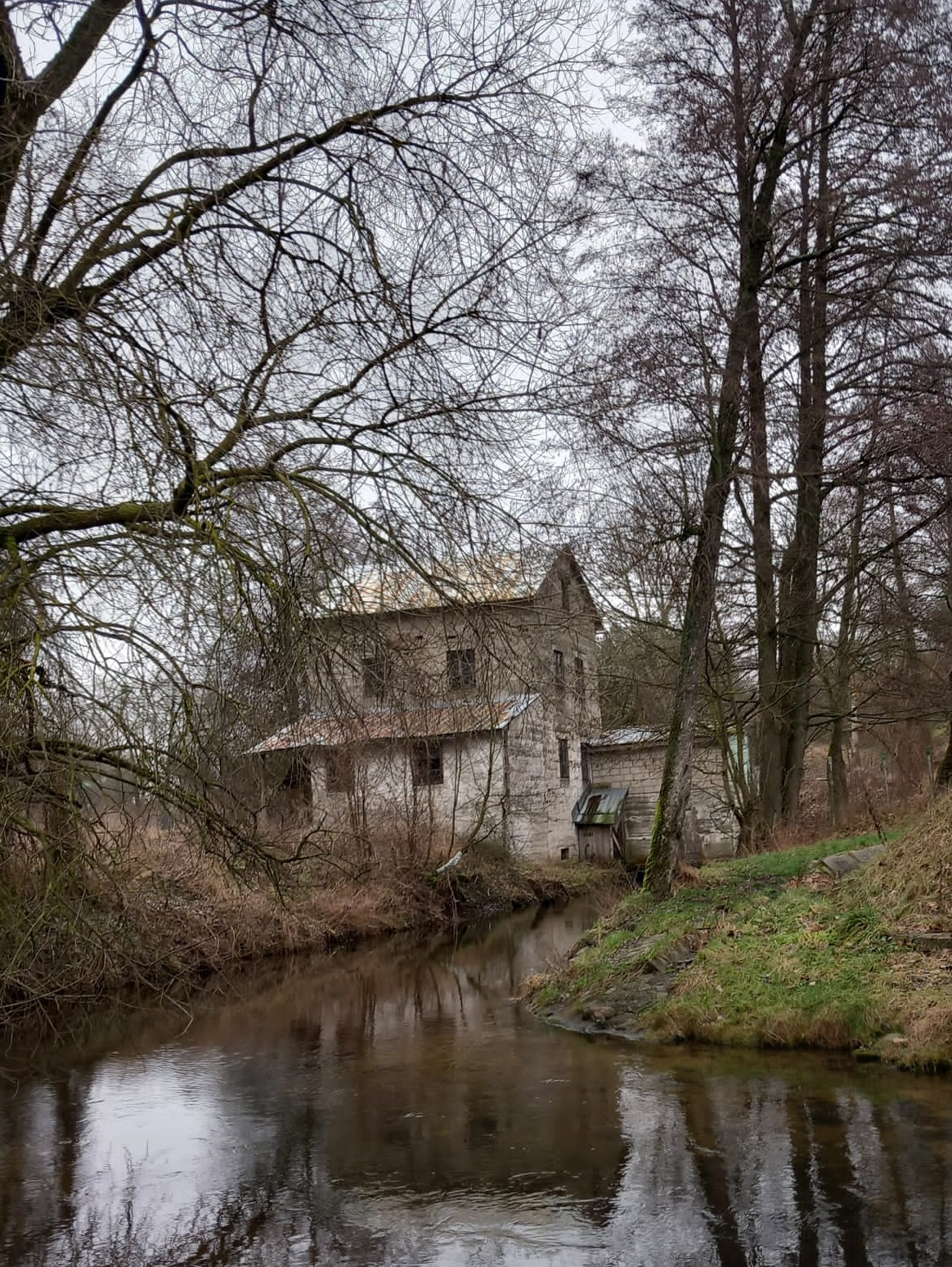
Młyn wodny nad Rospudą w Bakałarzewie (2025).

- Młyn wodny nad Rospudą w Bakałarzewie (2025).Ścieżka Jaćwieska nad jeziorem Sumowo z mostem zakochanych[25] – tzw. deptak wykonany społecznie przez mieszkańców

## Współpraca
Miejscowość partnerska:
- Attert, Belgia